# Alparslan Arslan
Alparslan Arslan (geb. 1977 in Kiğı; gest. 16. Februar 2023 in Maltepe) war ein türkischer Rechtsanwalt und Sprengstoff- sowie Pistolenattentäter.

## Leben und Karriere
Arslan besuchte die Schule in der Zeit zwischen 1982 und 1993 und nahm 1994 sein rechtswissenschaftliches Studium an der Marmara-Universität auf. Nachdem er 1998 sein Studium abgeschlossen hatte, begann er im Jahr 2001 als Anwalt zu arbeiten.

## Anschläge

### Cumhuriyet
Arslan war zusammen mit vier Mittätern verantwortlich für zwei versuchte (5. und 10. Mai 2006) und einen vollendeten (11. Mai 2006) Handgranatenanschlag auf das Gebäude der Zeitung Cumhuriyet in Şişli, Istanbul.

### Staatsrat
Am 17. Mai 2006 um 9:45 Uhr Ortszeit betrat Arslan – aufgrund seines Berufes ohne Durchsuchung – bewaffnet mit einer Glock 19 das Gerichtsgebäude des türkischen Staatsrats. Er begab sich in den 5. Stock, wo sich die Richter der 2. Kammer im Arbeitszimmer des Vorsitzenden Mustafa Birden versammelt hatten. Dort gab er um 9:51 Uhr Ortszeit auf die eng um einen Tisch sitzenden Personen vier, auf der Flucht im Korridor einen Schuss ab. Mustafa Yücel Özbilgin wurde tödlich am Kopf getroffen, vier weitere Richter erlitten schwere Verletzungen. Um 9:57 Uhr Ortszeit wurde Arslan im Erdgeschoss von Polizeibeamten verhaftet.
Arslans Motive konnten nicht restlos geklärt werden. Einerseits wird ein religiöser Beweggrund angenommen, da er bei Abgabe der Schüsse allāhu akbar sowie bei seiner Festnahme “Osmanlı’nın torunlarıyız, Allah’ın askerleriyiz” („Wir sind Enkel der Osmanen, Soldaten Allahs.“) gerufen haben soll. Die 2. Kammer hatte zuvor das in der Türkei bestehende Kopftuchverbot bestätigt.

## Prozess
Im Februar 2008 wurde Arslan von den Richtern der 11. Großen Strafkammer in Ankara wegen Verstoßes gegen die verfassungsmäßige Ordnung nach Art. 309 Abs. 1 tStGB und Mordes nach Art. 81, 82 lit. a, g tStGB zu jeweils lebenslänglicher Freiheitsstrafe mit verschärftem Vollzug, wegen versuchten Mordes gemäß Art. 81, 82 lit. a, g, 35 tStGB in vier Fällen zu je 15 Jahren Freiheitsstrafe, wegen unerlaubten Umgangs mit explosionsgefährlichen Stoffen nach Art. 174 Abs. 1, 2 tStGB zu vier Jahren und neun Monaten Freiheitsstrafe, wegen Herbeiführens einer Sprengstoffexplosion nach Art. 170 lit. c Var. 2 tStGB und Sachbeschädigung gemäß Art. 151 Abs. 1 tStGB zu jeweils einem Jahr Freiheitsstrafe, wegen unerlaubten Waffenbesitzes nach Art. 13 Abs. 1 des Gesetzes Nr. 6136 über Feuerwaffen, Messer und andere Geräte zu zwei Jahren Freiheitsstrafe und zu 450 YTL gerichtlicher Geldstrafe verurteilt. Seit 2006 war er im Typ-F-Gefängnis in Sincan, Ankara inhaftiert.
Im Dezember 2008 hob der 9. Strafsenat im Kassationshof das Urteil mit Verweis auf den Ergenekon-Prozess auf. Am 18. Mai 2009 beschloss die 11. Große Strafkammer in Ankara die Zusammenlegung beider Verfahren, sodass sich Arslan vor der 13. Großen Strafkammer in Istanbul verantworten musste. Arslan erhielt zweimal lebenslänglich. Im Februar 2023 nahm er sich im Gefängnis das Leben.